# Barbilla partida

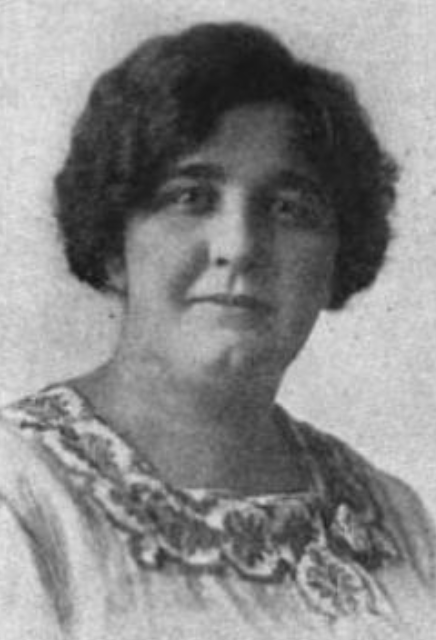
Barbilla partida en una mujer.

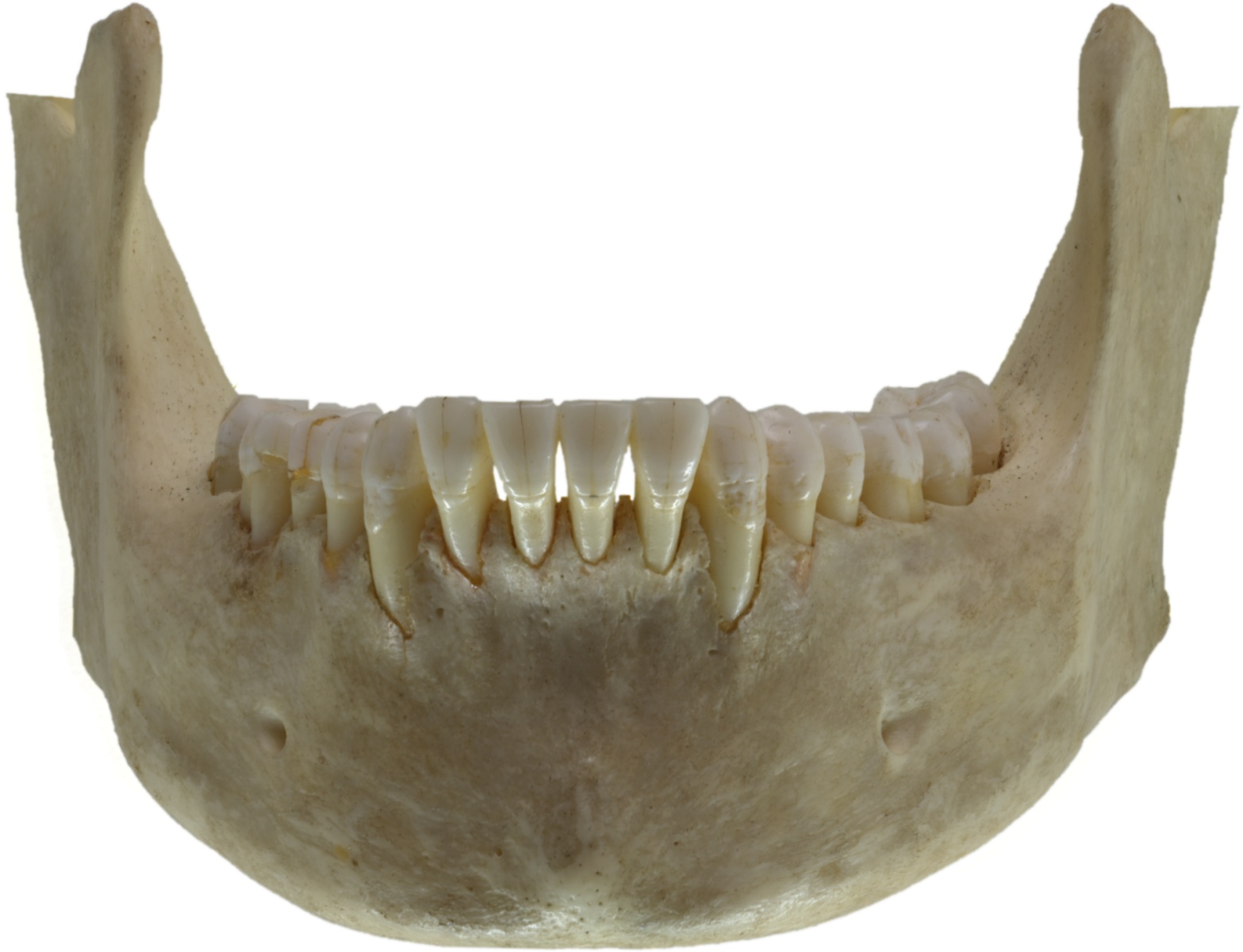
Vista frontal de una mandíbula humana.

La barbilla partida o barba partida es un hoyuelo en la barbilla. Se trata de una fisura en forma de "Y" en la barbilla con una peculiaridad ósea subyacente. La barbilla partida sigue la fisura en el hueso de la mandíbula como resultado de la fusión incompleta de las mitades izquierda y derecha de la mandíbula durante el desarrollo embrionario y fetal.
Este es un rasgo hereditario en los seres humanos, donde el gen dominante es la barbilla partida, mientras que el genotipo recesivo se presenta sin una hendidura. Sin embargo, también es un ejemplo clásico de penetrancia variable con los factores ambientales o de un gen modificador que posiblemente afecta la expresión fenotípica del genotipo real. La barbilla partida puede darse en hijos cuyos padres no presentan ninguno este rasgo. La barbilla partida es un rasgo común en personas de origen europeo, medio oriente y sudeste asiático. En la literatura persa, la barbilla partida se considera un rasgo de belleza.
Una posible causa genética de este rasgo está ubicada en el marcador rs11684042, en el cromosoma 2.